# فن دانیلو جاسینتو
فن دانیلو جاسینتو (انگلیسی: Danilo Giacinto Ventola؛ زادهٔ ۱۱ سپتامبر ۲۰۰۰) بازیکن فوتبال است.